# Sankt Görans kyrka, Stockholm
S:t Görans kyrka ligger i stadsdelen Stadshagen på Kungsholmen i Stockholm och är församlingskyrka i Västermalms församling.

## Historia

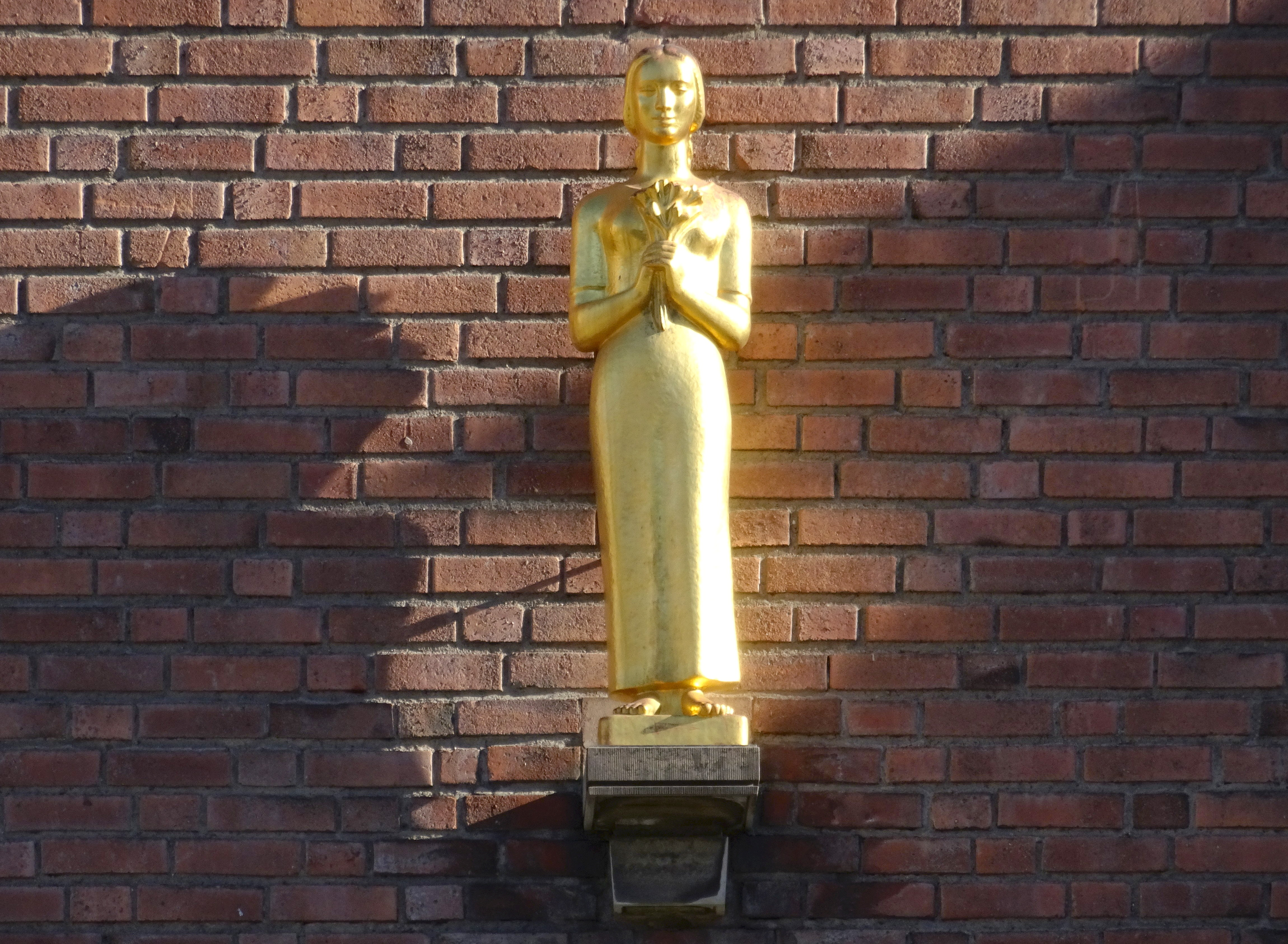
Flicka med lilja över portalen.

Redan 1910 hade ett kapell uppförts på platsen för den nuvarande kyrkan, ritad av arkitekten Gustaf Améen. Det fick namnet S:t Görans kyrka, troligen inspirerat av intilliggande S:t Görans sjukhus. Kapellet ansågs med tiden mindre ändamålsenligt och revs 1955, men tornbyggnaden fick stå kvar. Den nuvarande kyrkan ritades av arkitekten Adrian Langendal och invigdes på påskdagen 1958. Langendal har i basilikans klassiska form velat skapa ett kyrkorum som är "tidlöst och självklart - som en rak linje".
I tornet, som är kvar från den gamla kyrkan, hänger två kyrkklockor, som även de fanns i den gamla kyrkan. Den ena av dem bär inskriptionen:
Klinga med ett bud från höjden
över stadens larm och brus!
Mana mödans barn att bedja!
Samla dem i Herrens Hus
Under kyrkan finns ett kolumbarium där cirka 4 000 nischer har plats för 10 000 askurnor. Det invigdes 1958 och utvidgades 1967. På fasaden ovanför huvudentrén finns en skulptur av förgylld koppar, kallad Flicka med lilja. Den skapades av skulptören David Wretling som
även stått för många verk i interiören (se nedan). 

## Inventarier
- Koret domineras av Einar Forseths stora altarmålning i al secco med de tre tomma korsen i centrum. Därutöver omges Jesus av de fyra evangelistsymbolerna och längs sidorna grupperas en svit bilder ur Jesu liv.
- Altaret har en skiva av marmor medan underdelen är av kalksten. Altarsilvret, som består av krucifix och sex ljusstakar, har komponerats av konstnären Birger Haglund till kyrkans invigning 1958.
- Predikstolen är med hänsyn till läktaren och dopkoret i norr placerat på "fel" sida. Även denna är tillverkad i marmor och står på en fot av kalksten. Skulptören David Wretling har i sex fält visat olika bilder och personer ur den religiösa historien. Skulpturer av David Wretling förekommer på flera ställen i kyrkan.
- Dopfunten är även den ritad av Adrian Langendal. Ytterskålen utgörs av en del av en gammal kyrkklocka från Skåne. Innerskålen är tillverkad i silver.

## Orglar
- Huvudorgeln är tillverkad av Mårtenssons orgelfabrik och invigdes 1987, då den ersatte 1958 års orgel, vars fasad, ritad av Adrian Langendal, och merparten av pipmaterialet har återanvänts. En omintonering utfördes 2004. Instrumentet har 47 stämmor, tre manualer och pedal.
- En kororgel finns med placering till vänster i koret. Den tillkom 2005, är byggd av Mats Arvidsson och har 17 stämmor, två manualer och pedal. Orgelns konstruktion efterliknar 1700-talets svenska orgelbyggeri så som det utfördes exempelvis av Olof Schwan.

### Diskografi
- Orgelliv : sju sekel i Stockholms stifts kyrkor / redaktör: Christina Nilsson ; foto: Magnus Aronson, Mats Åsman. Stockholm: Kulturhistoriska bokförlaget. 2012. Libris 13609452. ISBN 978-91-87151-04-0 - Innehåller CD med musik på kyrkans kororgel framförd av Gabriella Sjöström.

## Interiörbilder

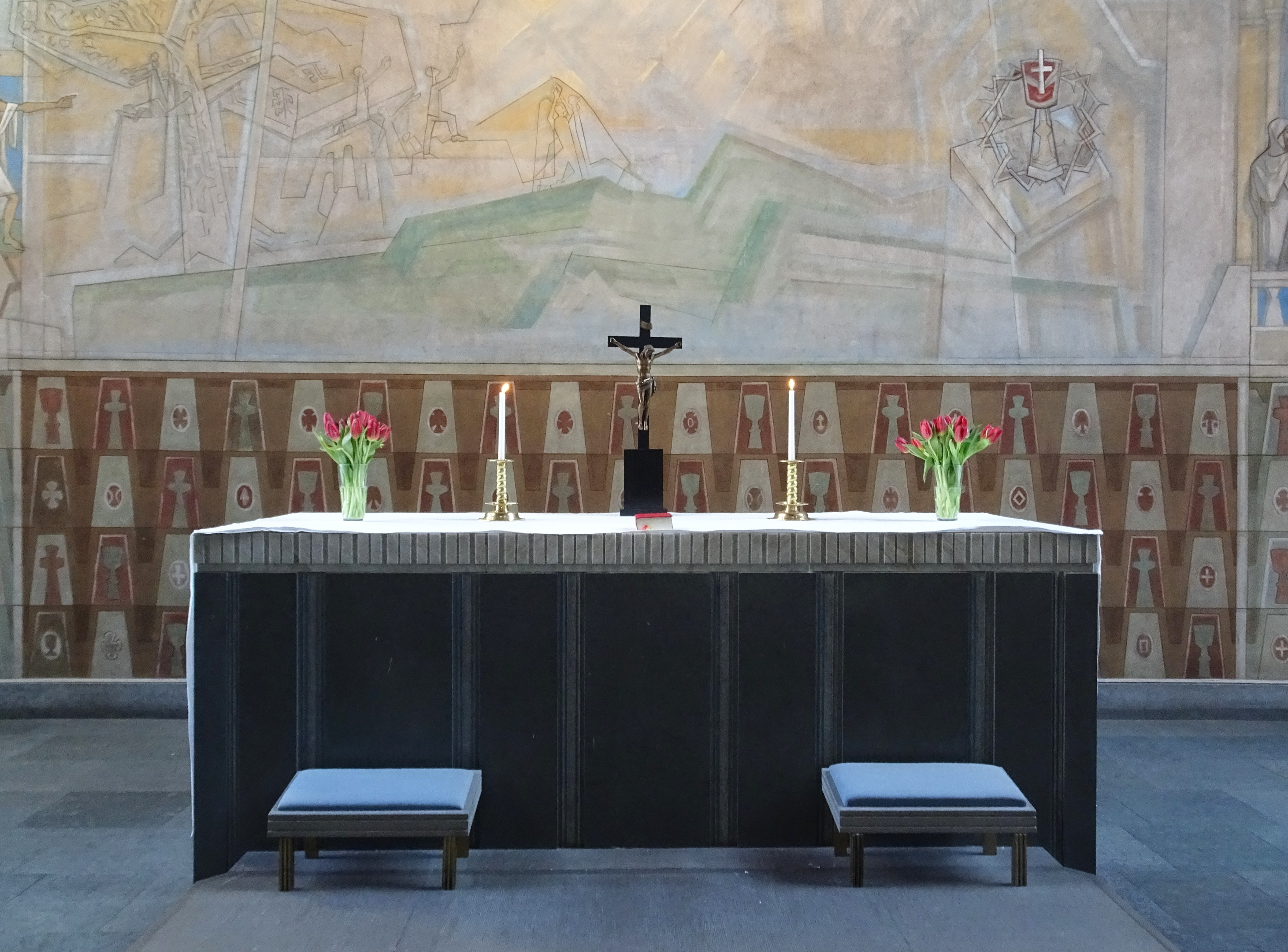
Altaret.
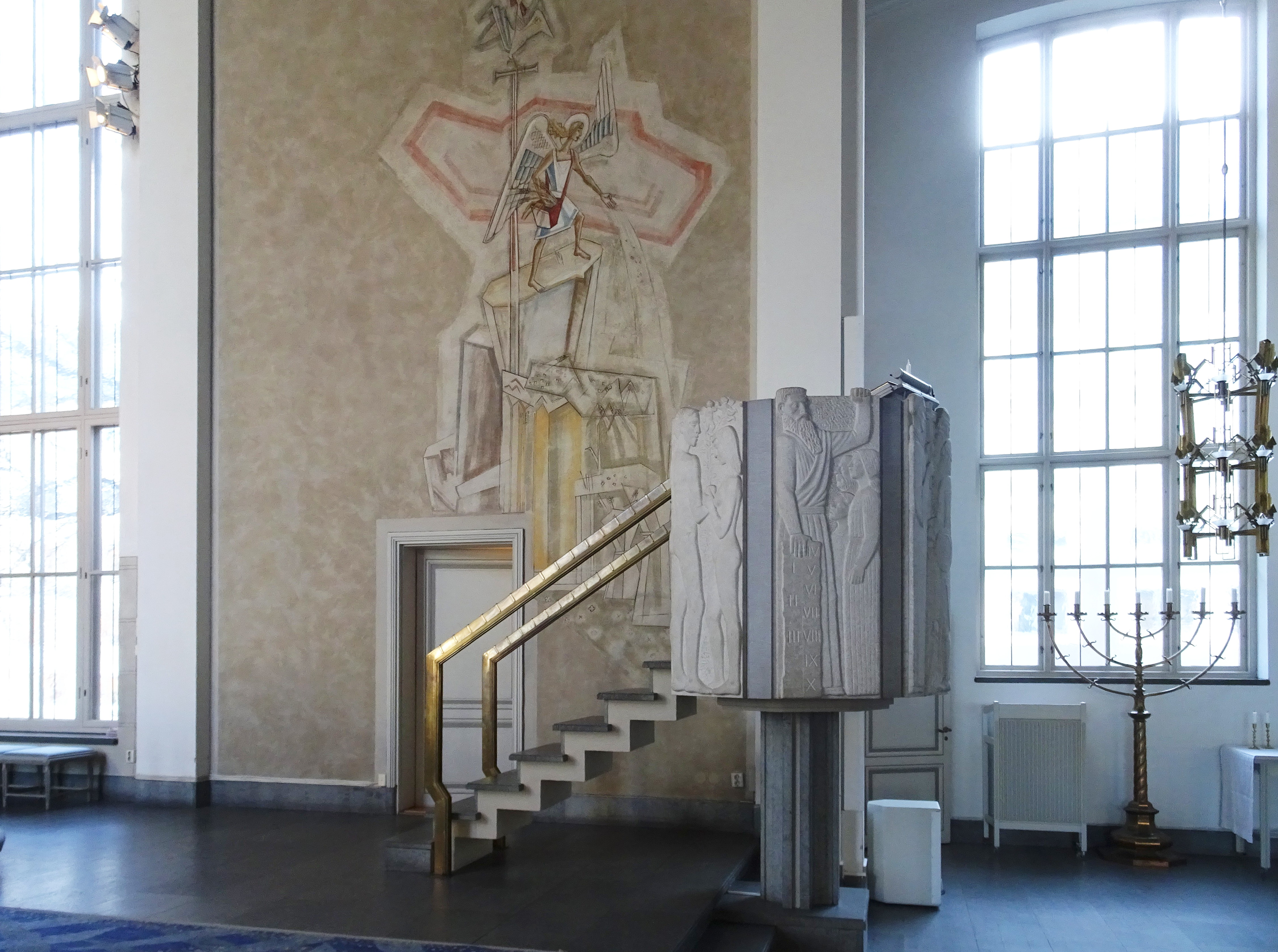
Predikstolen.
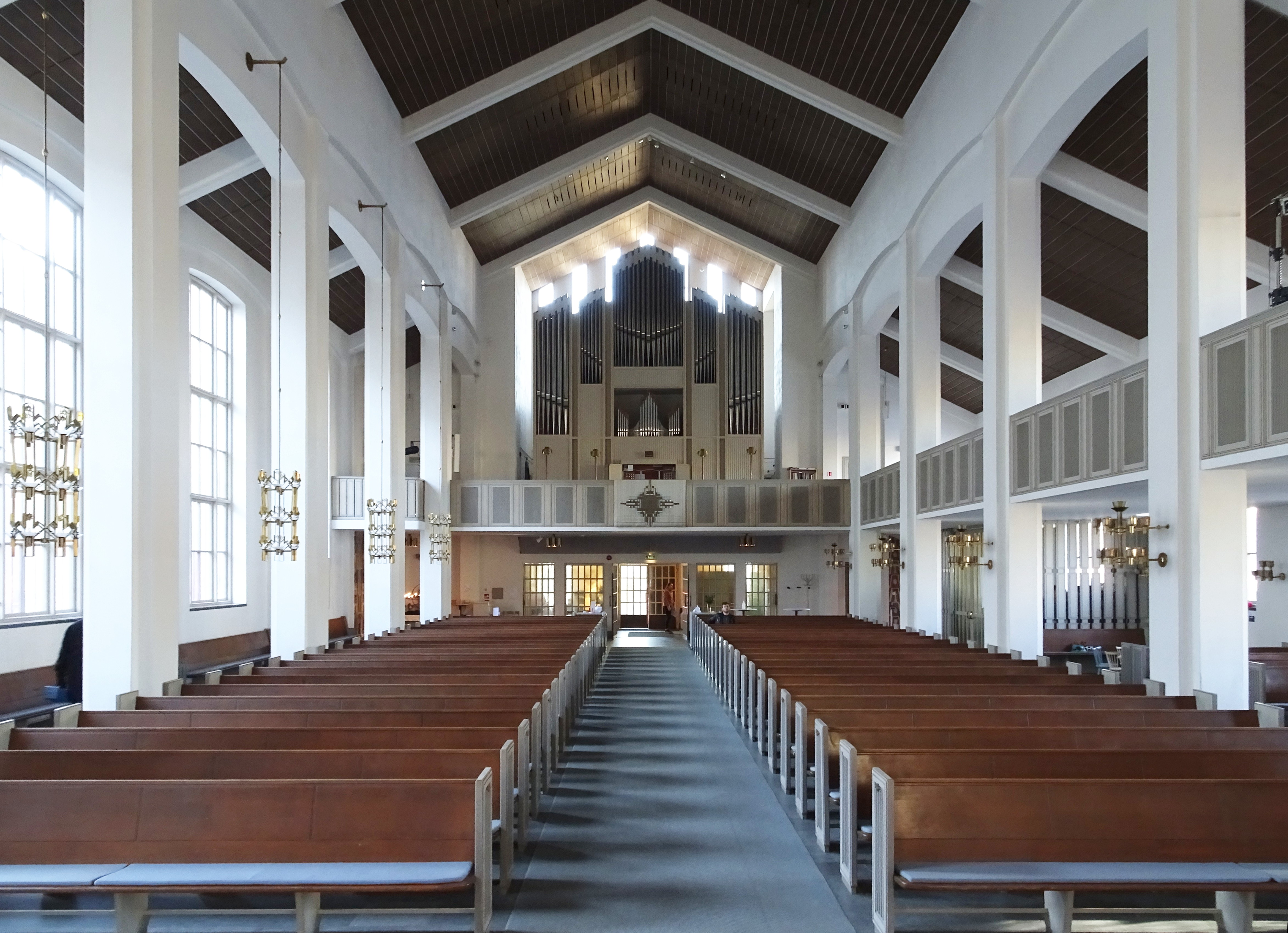
Kyrkorummet mot orgeln.
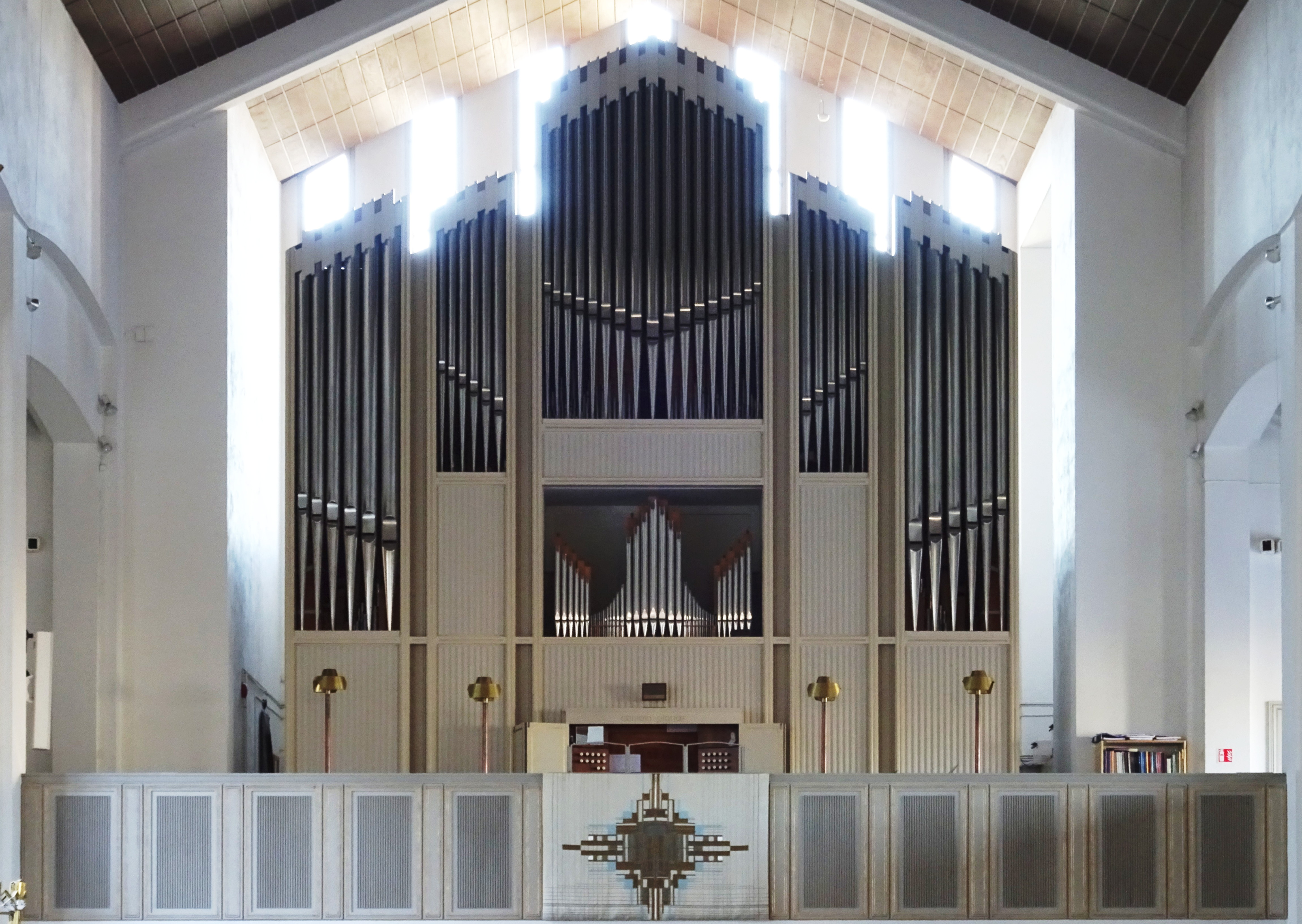
Orgelläktaren och huvudorgeln.